# Kip (televisieserie)
Kip is een poppenserie bij Villa Achterwerk. Het gaat over een nieuwsgierige, kakelende dame die eigenlijk nooit haar schuur uit komt, en toch van alles meemaakt.

## Cast
De makers en bedenkers van "Kip" zijn Camiel Schouwenaar, ook regisseur van Poppentje, en Max Verstappen, bekend van Ibbeltje en Otje. Samen bedachten zij eerder ook al de poppensoap Pakweg de Pakstraat voor Villa Achterwerk.
Kip wordt gemaakt en gespeeld door Verstappen. De stem van Kip wordt gedaan door Theo Schouwerwou, bekend als Van Oorschot van Roos en haar Mannen.

## Prijzen
- Gouden Zapper in de categorie televisieserie/drama tijdens het Europees Jeugdfilmfestival Vlaanderen van 2000[2][1]
- Nominatie tijdens het Cinekid kinderfilmfestival van 1998